# Palicskó Tibor (labdarúgó, 1928)
Palicskó Tibor (Sárospatak, 1928. szeptember 28. – 2001. augusztus 8.) magyar labdarúgó, edző. Fia ifjabb Palicskó Tibor labdarúgó.

## Pályafutása

### Játékosként
Már 14 évesen egy sárospataki felnőtt csapatban játszott. Amikor a mai V. István Közgazdasági és Informatikai Szakközépiskola (akkori nevén Sátoraljaújhelyi városi Felsőkereskedelmi Iskola) diákja lett igazolt át a sátoraljaújhelyi Egyetértés SC csapatába. Miután a város csapatai egyesültek az NB II-es STK játékosa lett. Ezután lett NB I-es labdarúgó: 1948-1953-ig a DVTK, 1953-1957-ig a Budapest Honvéd, majd 1957-1963-ig az MTK labdarúgója volt. A Honvéddal két, az MTK-val egy bajnoki címet szerzett.
Szerepelt a Honvéd Bilbao elleni Európa-kupa-mérkőzésein 1957-ben. A mérkőzéseket Bilbaóban és Brüsszelben játszották le, amit kihasználva a csapat több tagja nem tért vissza Magyarországra. Palicskó több társával együtt  megszüntetve csapatukkal a kapcsolatot önként visszatért.

### Edzőként
Játékospályafutása után több csapatnál is vállalt edzői tisztséget. 1968-69, 1973-76 és 1981-83  közt a Dunaújvárosi Kohász, 1970-72 és 1983-85 közt az MTK szakvezetője volt.  1991-ben irányítása alatt jutott vissza a DVTK az NB I-be. Ezenkívül volt a Győri ETO (1976-78), a Szombathelyi Haladás és a ZTE vezetőedzője is. Összesen 322 mérkőzésen volt vezetőedző az NB I-ben.
1992. augusztus 12-én megkapta A Kispest örökös bajnoka címet.
Furják László így nyilatkozott róla a Dunaújvárosi Hírlapnak 2007-ben: Tibi bácsit … jellemezte a következetesség, a szigorú igényesség. Sugárzott belőle a szakmai tudás, jó pedagógiai érzékkel és kiváló emberi tulajdonságokkal rendelkezett. Az ilyen edzőnél a játékos tudta: ő hozza ki belőle a legjobbat, futballistát csinál belőle, és a pénzt is ő teszi a zsebébe. Vagyis hinni kell az ilyen mesternek.

## Sikerei, díjai
- A Magyar Népköztársaság Érdemes Sportolója (1955)[10]